# Липецкая икона Божией Матери
Ико́на Бо́жией Ма́тери «Ли́пецкая» («Страстна́я») — древний, почитаемый чудотворным, список иконы Страстной Богоматери. Находится в Христо-Рождественском кафедральном соборе в Липецке. В честь иконы, в этом соборе устроен придел. Является местночтимым образом Липецкой епархии, празднование иконе совершается 13 (26) августа (в день празднования Страстной иконы). Этот чудотворный образ считается главной святыней Липецка.
Икона, по преданию, имеет древнее происхождение, ей приписывают многичесленные исцеления. В 1831 году сильная холера свирепствовала в Липецке и его уезде. В это время, многие липчане вспомнили о чудотворной иконе Божией Матери. Страстную икону вынесли из церкви, с крестным ходом пронесли по городу и обнесли по домам. По преданию, смертность от холеры после этого уменьшилась, и вскоре эпидемия прекратилась.
В 1833 году, по представлению Тамбовского епископа Арсения, Святейшим Синодом был официально учрежден крестный ход, совершающийся из собора при многочисленном стечении народа, икон и хоругвей с других городских храмов. Благодарные липчане со временем украсили чудотворную икону серебряною ризою весом 20 фунтов 65 золотников и многими драгоценными камнями. В отличие от обычного изображения, на Липецкой иконе Божией Матери «Страстная» орудия Страстей Господних изображены в увеличенном виде внизу образа, а крест — наискосок за спиной Богоматери, изображённой без Богомладенца.